# Reino de Auçã
Auçã (Ausān) foi um reino do Iêmem, na Arábia, que existiu do século VIII ao VII a.C.. Nele se falava uma língua semítica própria, o auçânico.

## Arqueologia
As primeiras escavações no sítio arqueológico foram feitas em meados da década de 90. Dados baseados cerâmica encontrada por M. Saad Ayoub em áreas não escavado, datam de um ressurgimento da cidade até o final do século II a.C., que durou até o início do I d.C. (que corresponde muito bem aos dados epigráficos que atestam que um único rei fora deificado da Arábia do Sul e que este era precisamente rei de Auçã desta época). 
As escavações mostraram que um perímetro de cerca de 160 000 m² em volta da cidade foram cercados por muros, e que as fundações das habitações foram construídas com tijolos queimados. 
A cultura dependia da irrigação anual das cheias na primavera e no verão, quando as repentinas cheias dos uádis inundavam temporariamente os campos, depositando uma camada de lodo que, embora mais tarde fosse corroída pelo vento, fertilizava o solo. A datação por radiocarbono dos sedimentos de irrigação nos arredores sugere que este processo de irrigação foi abandonado na primeira metade do século I na mesma época em que a população se dispersou. 

## Hagar Iair
Sua capital era Hagar Iair; uma cidade perdida, que acredita-se ser a "colina" (tel) chamada localmente Hagar Asfal, localizada ao norte do Uádi Marca e ao sul de Uádi Baiã. Parece ter sido destruída no século VII a.C. por Caribil Uatar, rei (maleque) de Sabá , de acordo com um texto sabeu falando de uma entidade estatal de grande importância. 
Hagar Iair era o centro de um aglomerado excepcionalmente importante no sul da Arábia, influenciado pela cultura helenística, com santuários e uma estrutura palaciana cercada por salas de adobe, com uma área destinada ao mercado e uma caravançarai para dromedários. 
Pelo menos um de seus reis estava sujeito a uma veneração quase divina. Uma estatueta com seu retrato o exibe vestido à moda grega, diferentemente de seus antecessores, segundo a moda árabe. Tudo acompanhado por inscrições em língua auçânica, mas escrito em catabanita. 
A estrutura urbana de Hagar Iair era condicente com as outras capitais dos pequenos reinos do sul da Arábia, localizadas na foz de uádis de certa importância: como o Uádi Jaufe do Reino Mineu, o Uádi Dana de Maribe de Sabá, o Uádi Baiã de Timna (Catabã) e Uádi Irma de Chabua (Hadramaute).

## Reis de Auçã
Lista incompleta dos reis
- Ilxara I? (Ilxarah) (r. 125–110)[6]
- [...]m Zaiamã (Zayhaman) (r. 110–90)[6]
- Maadil I (Ma'ad'īl) (r. 90–75)[6][7]
- Iasducil Faram I ibne Maadil I (Yaṣduq'īl Far'am ibn Ma'ad'īl) (r. 75–60)[6][7]
- Maadil II Salã ibne Iasducil Faram I (Ma'ad'īl Salhan ibn Yaṣduq'īl Far'am) (r. 60–45)[6][8]
- Iasducil Faram Xarate ibne Maadil Salã (Yaṣduq'īl Far'am Xarahat)[6][8]